# Наш Звук: Пісенний конкурс Азії та Океанії
Наш Звук: Пісенний конкурс Азії та Океанії (англ. Our Sound: the Asia-Pacific Song Contest) — пісенний конкурс, що було заплановано проводити з 2010 року.
Наш Звук — конкурс заснований на форматі Євробачення.
Конкурс мав складатись з двох частин: «Шоу пісні» та «Шоу переможця». «Наш Звук» заплановано було проводити у Мумбаях в Індії, показ планувався у 44 країнах. У 2010 році конкурс не відбувся і його перенесено на 2011 рік. Конкурс планується у листопаді в Індії.
Країни-учасники:
- Австралія
- Бангладеш
- Камбоджа;
- Китай;
- Гонконг;
- Індія
- Індонезія
- Малайзія;
- Філіппіни
- Сингапур
- Тайвань;
- Таїланд
- Нова Зеландія
- В'єтнам

AsiavisionSC .jpg